# Spa (County Kerry)
Spa (irisch An Spá) ist ein Dorf im Südwesten der irischen Grafschaft Kerry mit 362 Einwohnern.

## Lage
Spa liegt etwa sechs Kilometer westlich der County-Hauptstadt Tralee an der Tralee Bay, einer Bucht an der Atlantikküste. Durch Spa führt die R558 von Tralee kommend nach Fenit.
Die Siedlung besteht im Wesentlichen aus planmäßig angelegten Einfamilienhäusern und einigen Feriendomizilen.

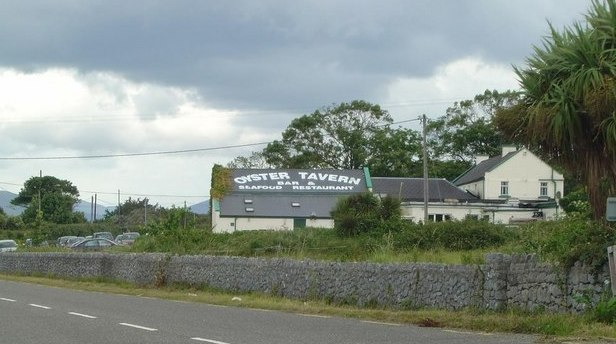
Oyster Tavern

Überregional bekannt ist das Restaurant Oyster Tavern.

## Belege
1. 1 2  citypopulation.org: Spa, abgerufen am 18.06.2025